# John Cannon
John Cannon, kanadski dirkač Formule 1, * 21. junij 1933, Hammersmith, London, Anglija, Združeno kraljestvo, † 18. oktober 1999, New Mexico, ZDA.

## Življenjepis
V svoji karieri je nastopil le na dirki za Veliko nagrado ZDA v sezoni 1971, kjer je z dirkalnikom BRM zasedel štirinajsto mesto z več kot tremi krogi zaostanka za zmagovalcem. Umrl je leta 1999.

## Popolni rezultati Formule 1
(legenda) (odebeljene dirke pomenijo najboljši štartni položaj, poševne pa najhitrejši krog, †-uvrščen kljub odstopu)
| Leto | Moštvo      | Šasija   | Motor   | 1   | 2   | 3   | 4   | 5   | 6  | 7   | 8   | 9   | 10  | 11     | Prv | Toč |
| ---- | ----------- | -------- | ------- | --- | --- | --- | --- | --- | -- | --- | --- | --- | --- | ------ | --- | --- |
| 1971 | Yardley BRM | BRM P153 | BRM V12 | JAR | ŠPA | MON | NIZ | FRA | VB | NEM | AVT | ITA | KAN | ZDA 14 | NC  | 0   |